# Phyllobius argentatus
Phyllobius argentatus es una especie de escarabajo del género Phyllobius, familia Curculionidae. Fue descrita científicamente por Linnaeus en 1758.
Se distribuye por Reino Unido, Suecia, Noruega, Alemania, Francia, Polonia, Finlandia, Estonia, Países Bajos, Dinamarca, Checa, Irlanda, Rumania, Serbia, Ucrania, Suiza, Croacia, Letonia, Perú, Hungría y Liechtenstein.

## Descripción
Es un insecto delgado y alargado, que mide entre 3,8 y 6,0 mm de largo con escamas de color verde metálico brillante en sus élitros.